# SN 2001bq
SN 2001bq – supernowa typu II odkryta 17 maja 2001 roku w galaktyce NGC 5534. W momencie odkrycia miała maksymalną jasność 15,90m.